# مبادئ نورمبرغ

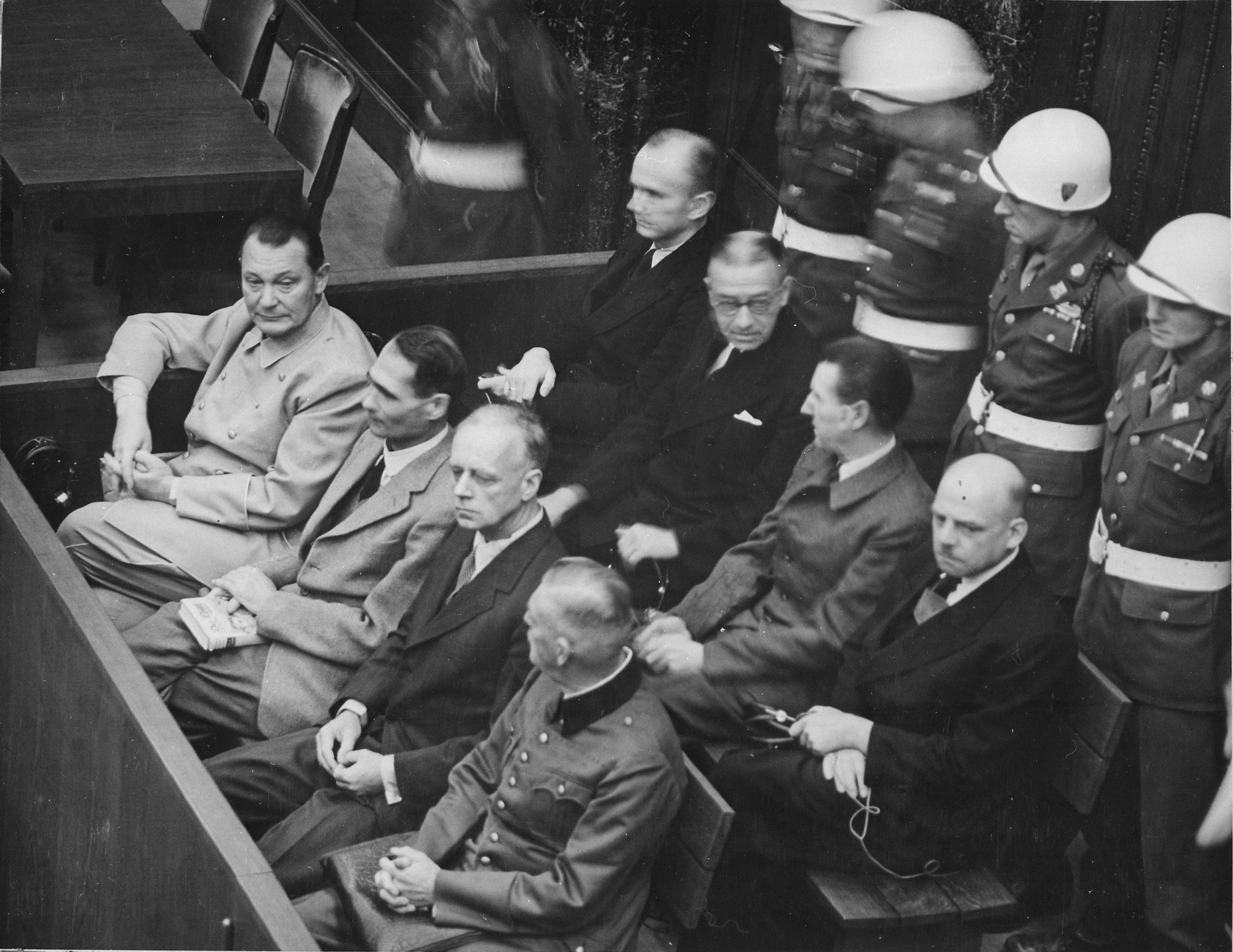

مبادئ نورمبرغ هي خطوط عريضة موضوعة لتحديد ما يمثل جريمة حرب. الوثيقة وضعتها لجنة القانون الدولي التابعة للأمم المتحدة لتدوين المبادئ الشرعية الكامنة وراء محكمة نورنبيرغ لمحاكمة أعضاء الحزب النازي في أعقاب الحرب العالمية الثانية.